# Krunderup
Krunderup er en lille satellitby til Holstebro i det nordlige Vestjylland med 418 indbyggere  (2024). Krunderup er beliggende to kilometer nordvest for udkanten af Holstebro og syv kilometer fra centrum. Fra Krunderup er der 14 kilometer mod nord til Struer.
Byen ligger i Region Midtjylland og hører til Holstebro Kommune. Krunderup er beliggende i Naur Sogn.